# Villa E-1027
La villa E-1027 ou Maison en bord de mer E-1027 est le nom donné à une maison en bord de mer, accessible seulement par le  sentier du littoral dit des douaniers, à Roquebrune-Cap-Martin dans les Alpes-Maritimes en France. C'est un exemple type de l’architecture moderniste des années 1930. Elle a été conçue par l'architecte-ensemblier Eileen Gray avec et pour Jean Badovici, architecte et critique d'art, et construite de 1926 à 1929. La villa, avec des fresques peintes par Le Corbusier, son jardin et son terrain a été classée au titre des monuments historiques par arrêté du 27 mars 2000 et a obtenu le Label « Patrimoine du XXe siècle ».

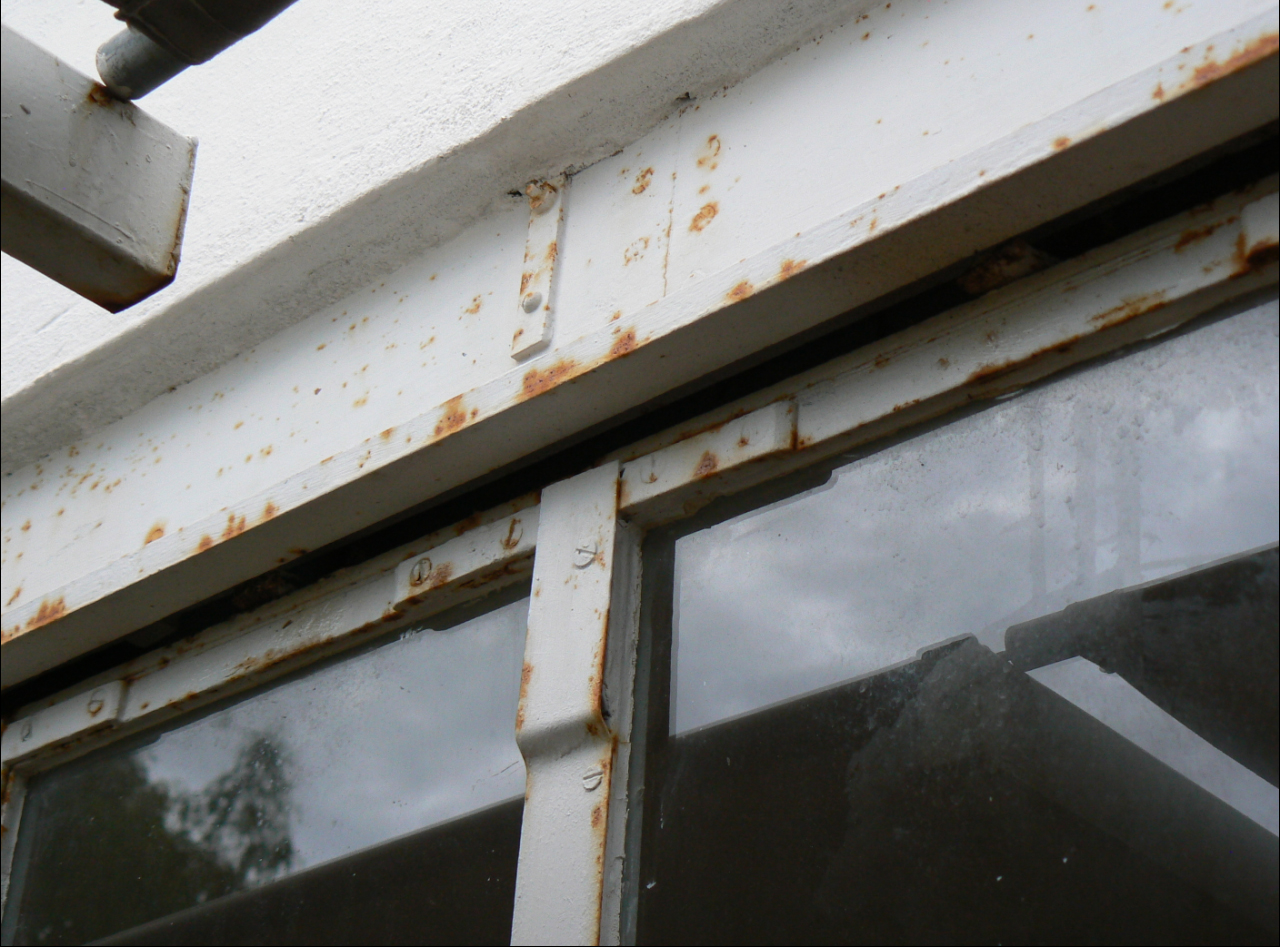
E1027 après première restauration (2013) serrurerie oxydée.

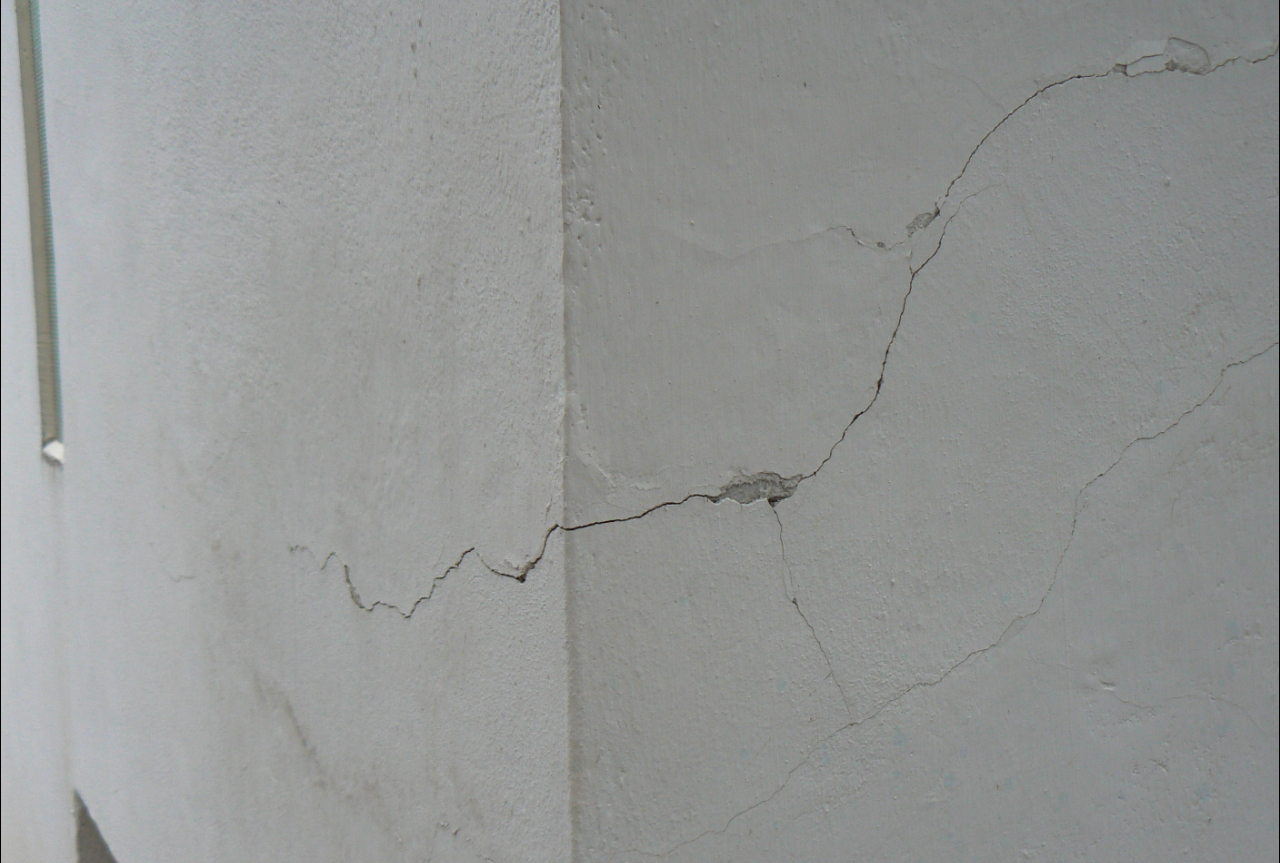
E1027 après première restauration (2013) murs fissurés.

## Historique

### Le projet
Jean Badovici, directeur de publication de 1923 à 1933 de la revue d’avant-garde architecturale L'Architecture vivante, rencontre Eileen Gray au début des années 1920. Badovici encourage alors Gray à s'intéresser à l'architecture et lui propose de concevoir ensemble et de faire construire, pour lui-même, une maison en bord de Méditerranée. Le terrain a été choisi et acquis par Jean Badovici. La villa est ainsi baptisée E-1027, selon un code unissant les noms d'Eileen Gray et de Jean Badovici : E pour Eileen, 10, pour le J de Jean, comme 10e lettre de l'alphabet, 2 pour le B de Badovici, 7 pour le G de Gray. 

### Conception
En partie sur pilotis, en forme de « L » et à toit plat, avec de longues baies vitrées et un escalier intérieur en spirale desservant les 2 niveaux et le toit, la villa E-1027 est à la fois ouverte et compacte. Alors que son aspect général reprend les cinq points d'une architecture nouvelle énoncés par leur ami Le Corbusier, notamment à la Maison La Roche (1923-1925), cette maison présente un aménagement intérieur s'écartant de conceptions jugées trop froides, au détriment du confort et de l'intimité, ainsi qu'ils l'écrivent dans un manifeste intitulé De l’Eclectisme au doute, publié sous forme de dialogue dans un numéro spécial de L'Architecture vivante en 1929. La villa est à nouveau présentée en novembre 1930, dans le premier numéro de la revue L'Architecture d'aujourd'hui : « Quand on voit (…) ces intérieurs où tout semble répondre à un strict et froid calcul (…), on se demande si l'homme pourrait se satisfaire d'y demeurer. (…) Il fallait (…) chercher à créer une atmosphère intérieure en harmonie avec les raffinements de la vie intime moderne. » Et Eileen Gray d'ajouter : « chacun, même dans une maison de dimension réduite, doit pouvoir rester libre, indépendant. Il doit avoir l'impression d'être seul. » Des inscriptions teintées d'humour sont disséminées sur les murs de la villa : « Beau temps », « L’invitation au voyage », « Entrez lentement », « Défense de rire », « Sens interdit », « Chapeaux », « Oreillers », « Pyjamas », etc.

Pour sa première réalisation architecturale, Eileen Gray, passera trois ans à dessiner le mobilier et, en collaboration avec Jean Badovici, les plans du projet. Ainsi il est impossible de distinguer dans les plans ce qui revient à l'un ou à l'autre, si ce n'est l'intérêt spécial de Gray pour l'agencement intérieur et de Badovici pour le nautisme, objet de plusieurs références formelles.
Eileen Gray ne restera que quelques années dans la villa. Sur un terrain acquis à Menton dès 1926. À partir de 1931 elle conçoit, avec l'aide de Badovici, sa propre maison, la villa Tempe a Pailla, sa seule autre construction neuve, où elle s'installera en 1934.

### Propriétaires
Les travaux sont terminés en 1929. Badovici, son propriétaire, y résidera jusqu’à sa mort en 1956. 
La villa sera acquise en 1960 par Marie-Louise Schelbert, sur les recommandations de Le Corbusier, pour en assurer la préservation. En 1974 Mme Schelbert fait don de la maison à son médecin, Peter Kaegi, qui se désintéresse de l'entretenir. Il vend aux enchères le mobilier en 1991, malgré l'inscription du bâtiment en 1975 à l'inventaire supplémentaire des monuments historiques. Après le décès de Koegi en 1994, la maison, laissée à l'abandon, est gravement endommagée par des squatteurs en juin 1998. 

### Travaux de restauration, première phase
En 1999, la commune engage, sur les conseils du Conservatoire du Littoral, l'architecte Renaud Barrès, qui a soutenu en 1998 un diplôme sur la restauration de E 1027, pour l'aider à sauver la maison et en préparer la restauration. Barrès réalise alors un inventaire archéologique de l'ensemble de la maison avant de commencer l'étude de restauration, et de partir à la recherche de chaque pièce de mobilier vendue aux enchères. Pour mettre fin aux détériorations, l'État engage la procédure de classement comme monument historique, qui aboutira le 27 mars 2000, et qui permettra finalement son acquisition la même année par le Conservatoire national du littoral, lequel en a confié la gestion à la commune et permet d'ores et déjà la visite libre extérieure. Avec l'aide financière de l'État, le Conservatoire mandate alors l'architecte en chef des monuments historiques chargé des Alpes-Maritimes, Pierre-Antoine Gatier. Celui propose alors un projet de restauration de la maison, sans reconstitution du mobilier et des intérieurs disparus, pour un budget prévisionnel de 1 300 000 euros. La commune refuse le projet, jugé trop onéreux et incomplet. L'association de sauvegarde du site présidée par l'architecte Robert Rebutato, finance alors une nouvelle étude, et choisit Burkhardt Rukschcio, considéré comme l'un des meilleurs spécialistes de la restauration XXe en Europe, et Renaud Barrès pour la réaliser. Les architectes proposent en 2003 un projet de restauration de la maison qui inclut la reconstitution de l'ensemble du mobilier et des intérieurs, pour un budget de 900 000 euros. La commune décide finalement en 2004 de choisir le projet de l'architecte en chef des monuments historiques, qui se voit contraint d'adapter son budget à la baisse. Le chantier s'ouvre trois ans plus tard, en 2007, et concerne le gros œuvre, la serrurerie, la menuiserie, l'électricité, le chauffage et la polychromie.
  
La qualité des travaux réalisés pose question : la maison est inaccessible peu de temps après la livraison définitive du chantier. Seulement quelques mois après réception les aciers restaurés rouillent, les murs fissurent, il pleut dans la maison. Il semble aussi que des erreurs importantes de restitution architecturale soient présentes et que des destructions de matériaux authentiques aient eu lieu,. Plusieurs grands journaux internationaux s'en font l'écho, notamment The Architectural Review (en), The Guardian, The Wall Street Journal, The New York Times. Des experts internationaux, tel l'architecte John Allan évoquent même « des preuves troublantes d'un projet qui a été mal conçu et mal exécuté ».

### Restauration, deuxième phase
En 2013, le Conservatoire du littoral propose à Michael Likierman, important mécène, de piloter un nouveau projet de restauration et mise en valeur du site. Celui-ci crée l'association Cap Moderne, qui engage l'architecte du patrimoine Claudia Devaux, pour effectuer les travaux nécessaires à l'ouverture de la maison à la visite. D'importants travaux d'assainissement sont notamment réalisés et des études techniques engagées. Un comité scientifique est créé pour suivre et valider les travaux. Il est présidé par l'historien Jean-Louis Cohen. En 2015, un premier essai de reconstruction du mobilier disparu est réalisé pour la salle de bain, par Devaux et l'architecte suisse Arthur Ruëgg. En 2016, Cap Moderne engage Renaud Barrès et Burkhardt Rukschcio comme experts scientifiques et historiques, pour réaliser le document guide de la restauration de la maison et ses jardins, reconstruire l'ensemble du mobilier disparu, et pour réaliser avec Claudia Devaux la restauration de la maison.

Les travaux sont achevés en 2021, et permettent de retrouver la maison telle qu'elle se présentait à son achèvement, avec l'ensemble de son mobilier et de ses équipements reconstruits à l'identique de 1929. Le projet reçoit le prix Geste d'or au Salon du patrimoine à Paris en 2019, le prix Europa Nostra 2022 remis à Prague le 26 septembre 2022 et la médaille de la restauration de l'Académie d'architecture en 2023.

### Utilisation contemporaine
Devenu peu à peu propriétaire de l'intégralité du site, le Conservatoire du littoral confie d'abord la gestion du site à la commune de Roquebrune-Cap-Martin. Des visites du Cabanon et de l'Etoile de Mer sont alors organisées sur réservation par l'office de tourisme. Au cours de ses années de gestion, la commune a permis la sauvegarde du site en accompagnant différentes actions.  
À partir de septembre 2014 la gestion du site et l'organisation des visites sont confiées, par le Conservatoire en accord avec la commune, à l'association Cap Moderne. Cette dernière bénéficie pour cela du soutien financier du fonds de dotation Eileen Gray - Le Corbusier à Cap Martin.
La villa sert de lieu de tournage pour The Price of Desire, un film belgo-irlandais réalisé par Mary McGuckian, sorti en 2015. Cette fiction relate de manière romancée et sans appui sur les faits historiques, les relations compliquées que Gray aurait eues avec Le Corbusier et Badovici, tant sur le plan personnel qu'artistique. 
La gestion de l'ensemble du site du restauré Cap moderne est confiée par le Conservatoire du littoral au Centre des Musées Nationaux à partir de 2021. 

### Le Corbusier
Il est devenu un proche de Badovici, directeur de publication L'architecture vivante, dans les années 1920. À la suite de la rencontre de sa future épouse, originaire de la ville immédiatement voisine de Monaco en 1922, il est régulièrement invité dans la villa par Gray et Badovici, puis par ce dernier après 1932. Le Corbusier fait du Cap Martin son lieu de villégiature estivale. En 1952, grâce à l'entremise d'un autre ami, le cabaretier de l'Étoile de Mer voisin, auquel il proposa la réalisation d'unités de camping standardisées, il construira même à proximité immédiate, comme prototype, un cabanon pour sa femme, devant lequel il se noiera en 1965.

### Fresques de Le Corbusier
En 1936, Jean Badovici avait demandé à Le Corbusier et à Fernand Léger de réaliser des fresques dans sa maison de Vézelay, également décorée par Eileen Gray,. Il défend alors ce type de décor dans un article intitulé « Le mur a crevé » publié l'année suivante dans l'Architecture d'Aujourd'hui, dans lequel il explique que le passage de la peinture murale à la « fresque spatiale » a pour objet la « destruction des murs par la peinture ». Le Corbusier invite ensuite Badovici à exposer son canot de sauvetage insubmersible et Gray son projet de centre de vacances et de loisirs (1936-1937) dans le Pavillon des Temps Nouveaux de l'Exposition universelle de 1937, avant d'exposer ses peintures puristes au Kunsthaus de Zurich du 15 janvier au 8 février 1938. 
Le Corbusier et sa femme continuent de fréquenter régulièrement Jean Badovici, dans sa "maison en bord de mer"; il y peint huit fresques murales durant les étés 1938 et 1939, à la demande de son ami, dont cinq subsistent aujourd'hui. Badovici le sollicitera pour les restaurer en 1949, après que des soldats allemands les aient utilisées comme cible durant la guerre, mais un différend passager naîtra en 1950 avec Le Corbusier à propos de la mauvaise qualité des nouvelles photographies qu'il lui enverra. Ces fresques, dont plusieurs dessins préparatoires sont conservés à la Fondation Le Corbusier, deviennent en revanche un point de discorde entre Le Corbusier et Gray, qui continue d'être invitée à la villa par Badovici après la construction de Tempe a Pailla. Estimant que ces décors, dont certains présentent des personnages nus, comme un écho au naturisme estival pratiqué par Le Corbusier, adepte des principes de la communauté d'artistes suisse de Monte Verità, constituent un « viol » de sa démarche architecturale,, celle-ci demande à Badovici de se plaindre à Le Corbusier, lequel argumente alors de leur importance dans son œuvre pour maintenir leur préservation,. Paradoxalement, elles contribueront grandement à la bonne conservation de la villa par sa nouvelle propriétaire jusqu'en 1974, puis au sauvetage du monument par l'État à partir de 1999.